# Jelena Nelipić
Jelena Nelipić (en serbio: Јелена Нелипић; fallecida en 1422) fue duquesa de Split por su primer matrimonio y reina de Bosnia por su segundo matrimonio. Por nacimiento, era miembro de la familia noble croata Nelipić, que tenía propiedades en Zagora.
Jelena era hija del príncipe Iván Nelipić y su esposa Margarita. Su padre era hijo de Iván I Nelipić y su madre Margareta descendía de la familia noble Merini de Split. Su hermano Iván III Nelipić fue ban de Croacia que gobernó desde la montaña Velebit hasta el río Cetina.

## Duquesa de Split
En 1401, Jelena se casó con Hrvoje Vukčić Hrvatinić, un miembro destacado de la familia noble bosnia Hrvatinić, y el más fuerte de los tres principales señores feudales de la Bosnia medieval, trayendo consigo una dote significativa. Hrvoje Vukčić Hrvatinić fue herceg de Split, gran duque de Bosnia y knez de Donji Kraji. Dos años más tarde, se convirtió en duquesa de Split cuando a su marido se le otorgó el título de duque de Split.  Jelena era católica, pero su marido era miembro de la Iglesia bosnia. 
En 1416, Hrvoje murió. Como era una viuda adinerada que había quedado a cargo de los territorios de su difunto marido, Jelena se convirtió inmediatamente en objeto de propuestas de matrimonio.

## Reina de Bosnia
Jelena se casó con el rey Esteban Ostoja de Bosnia, convirtiéndose así en reina de Bosnia. Su dote incluía las posesiones de su primer marido, como la ciudad real de Jajce, y esta dote es la razón por la que Ostoja, que se había divorciado de su segunda esposa Kujava en 1415, se casó con ella. Su segundo marido también era miembro de la Iglesia bosnia.

## Segunda viudez
El segundo matrimonio de Jelena duró mucho menos que el primero. En 1418, tras solo dos años de matrimonio, volvió a quedar viuda. El sucesor de su marido fue Esteban Ostojić, hijo de su segunda esposa, Kujava. Como reina viuda, Jelena no tenía ni influencia ni poder. Kujava, la madre del nuevo rey, volvió a ser poderosa. La segunda viudez de Jelena estuvo marcada por conflictos con Kujava. Los conflictos terminaron en el verano de 1419, cuando la Jelena fue encarcelada por su hijastro. Tres años más tarde, la reina Jelena murió en prisión en circunstancias misteriosas.

## Descendencia
Es posible que Balša Hercegović Hrvatinić fuera el hijo de Jelena de su primer matrimonio, pero todavía no se ha demostrado. Aparte de él, que podría haber sido su hijo, no tuvo otros hijos conocidos con ninguno de sus esposos.